# 反復法 (修辞技法)
反復法（はんぷくほう、repetition）とは、詩、文学、修辞学で、作者が同じ語・言葉・句を繰り返すことによって強調をもたらす修辞技法のこと。また、詩によく使われる。
- 唐衣また唐衣唐衣 かへすがへすも唐衣なる

-- 紫式部『源氏物語』「行幸」

## 反復法の種類

### 畳語法
畳句法・畳音法ともいう。 同じ語を間に何も挟まずに反復すること。

### 同語異義復言法
単一の語を違った意味で繰り返すこと。

### 同語反復（トートロジー）
同義語、類語、同語を反復させること。例、「犬が西向きゃ尾は東」

### 前辞反復
前の文または節の最後の言葉を、次の文または節の最初で反復させること。

### 首句反復
隣り合った節の先頭で同じ言葉を反復させること。

### 結句反復
連続する文または節の最後で同じ言葉が反復させること。

### 隔語句反復
同じ言葉が文の最初と最後で反復されること。

### Conduplicatio
パラグラフを通して同じ言葉をさまざまな場所に反復させること。

### Diacope
繰り返される節の間に、単語を挟むこと。

### Diaphora
名前の反復のこと。最初に描写する人物を知らせ、それからその意味を知らせる。

### Mesodiplosis
各文または各節の真ん中で同じ言葉を反復させること。

### Polyptoton
同じ語根から派生した語を繰り返すこと。